# 高斐
高斐（1428年—？），字文著，河南河南府偃師縣人，明朝政治人物。進士出身。

## 生平
景泰四年（1453年）癸酉科河南鄉試第六十六名。天順八年（1464年）甲申科會試第一百九十一名，殿試登進士第二甲第三十三名。

## 家族
曾祖父高圭。祖父高亨。父亲高進，曾任長史。